# Daasanach
Le daasanach est une langue couchitique parlée par les Dassanetchs en Éthiopie, au Soudan du Sud et au Kenya dans la région dans la basse vallée de l’Omo et les alentours du lac Turkana.

## Écriture
Jim Ness et Susan Ness de Bible Translation and Literacy et Wycliffe Bible Translators ont conçu un orthographe pratique et ont publié un abécédaire 1995. Yergalech Komoi et Gosh Kwanyangʼ ont publié un autre abécédaire en 1995. Une édition de l’évangile de Marc a été publiée en 1997 et d’autres traductions bibliques ont été publiés avec cet orthographe en 1999.
Une révision de cette orthographe est adoptée, replaçant le digramme ‹ dh › par le d barré ‹ đ › (avec la forme majuscule du D barré ‹ Đ › et la forme minuscule du d barré à travers la panse ‹ ꟈ ›).
| Lettres        | ʼ   | a   | b   | ʼb  | ch  | d   | ʼd  | đ/ꟈ | e   | f   | g   | ʼg  | h   | i   | ʼj  | k   | l   | m   | n   | ngʼ | ny  | o   | r   | s   | sh  | t   | u   | v   | w   | y   |
| Prononciations | [ʔ] | [a] | [b] | [ɓ] | [c] | [d] | [ɗ] | [ð] | [e] | [f] | [g] | [ɠ] | [h] | [i] | [ɟ] | [k] | [l] | [m] | [n] | [ŋ] | [ɲ] | [o] | [r] | [s] | [ʃ] | [t] | [u] | [v] | [w] | [j] |

Les voyelles peuvent portées l’accent aigu, ‹ á, é, í, ó, ú ›, ou l’accent circonflexe ‹ â, ê, î, ô, û ›,.